# Tri Kusharjanto
Tri Kusharjanto (Joguejacarta, 18 de janeiro de 1974) é um jogador de badminton indonésio, medalhista olímpico, especialista em duplas.

## Carreira
Tri Kusharjanto representou seu país nos Jogos Olímpicos de Verão de 1996 a 2004, conquistando a medalha de prata, nas duplas mistas em 2000 com Minarti Timur.